# Fingerbike
A fingerbike egy 20 centiméternél kisebb, csupán ujjakkal irányítható bicikli, amely úgy néz ki, mint a rendes bmx. 2007-ben  már ismert játék volt, ugyanúgy mint unokatestvére, a fingerboard.

## Használata

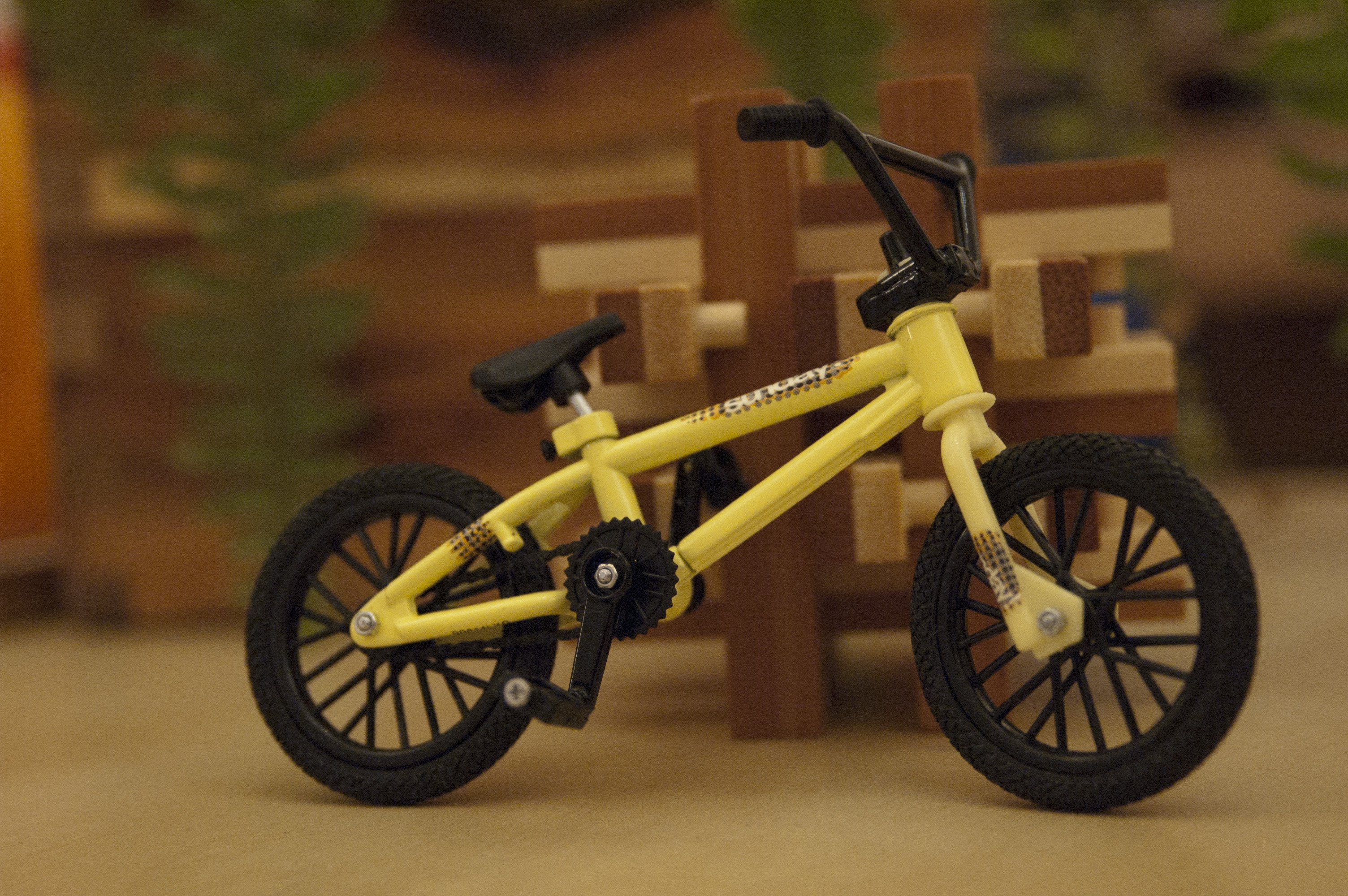
Egy fingerbike

Úgy lehet vele játszani, hogy különböző – persze méretben hozzáillő – kis akadályokat fektetünk le, például különböző vastagságú könyveket. Az erre specializálódott üzletekben már csöveket, rámpákat is lehet kapni hozzá. Hüvelykujjunkat és mutatóujjunkat rátesszük a kormányra, középső ujjunkat a jobb pedálra, a gyűrűsujjunkat meg a bal pedálra. Mindössze a kisujjunk marad üresen, de ezzel kormányozhatjuk esetleg a hátsó kereket, vagy ha szükségünk van rá, a bicikli megtartását szolgálja.
Az elsajátítható trükkök, többek között: bunny, ollye, manuál, tail whip, bar spin.

## Felépítése
A bicikli váza fém, a kerekek, a nyereg, a pedál műanyag. Működő pedáljai hajtják a hátsó kereket. Fel van szerelve egy kis gumi fékkar is, de erre vigyázni kell, mert könnyen leszakad. 

## Külső hivatkozások
- Fingerbike trükkök
- fingerbike.eoldal.hu Archiválva 2010. április 2-i dátummal a Wayback Machine-ben
- wikiHow:How to Finger Bike (angolul)